# ウィッシュルーム 天使の記憶
『ウィッシュルーム 天使の記憶』（ウィッシュルーム てんしのきおく）は、シングが開発して任天堂より発売されたアドベンチャーゲーム。2007年1月25日にニンテンドーDSで発売された。アメリカでは同年1月22日、ヨーロッパでは同年4月13日に発売された。

## 概要
ホテルを舞台としたアドベンチャーゲーム。物語の特徴としてはゲームクリアの目的が同ジャンルに多く見られる殺人事件の解決ではなく、登場人物の過去や謎に関する事柄を解明していく事である。またそれが同時に物語進行の主軸となっている。プレイ上のゲームシステムとして、ニンテンドーDSの機能であるタッチペン操作や二画面を活かした謎解きが数多く散りばめられているのが特徴。
2010年1月14日に続編『ラストウィンドウ 真夜中の約束』が発売された。

## ストーリー
舞台は1979年のロサンゼルス。元刑事で現在はセールスマンのカイルは失踪した元同僚ブラッドリーを捜していた。年の瀬の迫った12月28日、カイルが仕事の依頼で訪れたのは、荒野の中の道沿いに建つ一軒の寂れたホテル。カイルが泊まろうとしたその部屋は願いがかなう部屋と噂される部屋だった。

## システム
本作は10のCHAPTERからなっており、時間が進むにつれて次のCHAPTERに移ることとなる。時間を進めるには、
- 人物と会話し、問い詰めたり、詳しく聞いたりする。
- 捜索をして、アイテムや気になるものなどを手に入れる。
- アイテムなどを使って、疑問や障害を解決する。
- タッチペンを使って、謎を解く。

といった動作や行動が必要になる。無駄な行動で時間が経過することは無い（但し、ゲーム中に目に見える形の時間ではないが、一部のイベントで無駄な行動を続けるとゲームオーバーになってしまうシナリオは存在する）。また、不審な行動をしたり人物の問い詰めに失敗したり、或いは一部のイベントのクリアを失敗すると、主人公がホテルから追い出されるなどをして、ゲームオーバーになってしまう事がある。そのため、各場面では慎重に行動する必要がある。

## 登場人物

### 主要人物
カイル・ハイド
本作の主人公。33歳。元ニューヨーク市警の刑事で、現在はレッドクラウン商会のセールスマン（しかしレイチェルの台詞から、仕事には意欲的ではないようである）。仕事の傍ら、友人ブラッドリーを捜している。無愛想で大人気ないように見えるが、おせっかいで落ち込みやすい一面もある。彼が泊まる215号室には、「Wish（願い）」という二つ名がついていた。母親は離れて暮らしている。父親は金庫破りの天才だったらしく、カイルが10歳の時に最後の仕事に出て殺されてしまったらしい（『ラストウィンドウ』で、その詳細が明かされている）。ちなみにその父親の影響か、針金で鍵を開けることもできる。
ローザ曰く「お金に困っている」らしい。またややナルシストな一面も持ち、ある場所の鏡を調べて「なかなかの男前だ」と言ったり、自分の名前を「いい名前だろう」と言ったりする場面がある。
一方でダニングから部屋に名前があると聞かされ「部屋には番号だけあればいい」と返す冷たさもある。
もう一人のカイル・ハイド
半年前にホテル・ダスクに泊まったカイルと同姓同名の宿泊客。ストーリーに深く関わっている重要人物。
ブライアン・ブラッドリー
カイルの親友で、元同僚刑事。3年前、犯罪組織「ナイル」に「J」という名前で潜入捜査していたが、突如警察を裏切って逃走を図り、カイルに銃で撃たれた。生死、行方はわかっていない。
エド・ヴィンセント
レッドクラウン商会の社長で、ロサンゼルス市警を定年まで上り詰めた元刑事。55歳。カイルの事情を知る唯一の人物。
レイチェル
エドの秘書。27歳。聡明で優しい性格の女性。カイルとエドを繋ぐ連絡係。作中で唯一カイルを苗字ではなく名前で呼ぶ。カイル曰く「ガードが固い」。1回目クリア後、2回目ではカイルとの親密な関係が示唆される。

### その他の人物
ダニング・スミス
ホテル・ダスクのオーナー。49歳。頑固な性格で、警察、悪党、面倒が嫌い。アイスホッケーの試合観戦が趣味。
ローザ・フォックス
ホテル・ダスクのメイド。40歳。口は悪いが料理・洗濯・掃除などホテルの仕事を全てそつなくこなす働き者で、ダニングからの信頼も厚い。ややおしゃべりなところがある。サボりがちのルイスには困っている。ミラの面倒を見てやっている。筆跡占いが特技。現在でこそ太っているが、昔の写真はカイルが驚くほどのいい女だった。船乗りの夫とマンハッタンに住む証券マンの息子がいる。
ルイス・フランコ
ホテル・ダスクのボーイ。25歳。3年前までマンハッタンでスリをしていたが、足を洗った。当時刑事だったカイルに何度か捕まった過去があり、取調べの際に金庫破りだったカイルの父の話を聞かされた。カイルを「ハイドの旦那」と呼ぶ。仕事はサボりがちでいい加減だが、バーの仕事だけは気に入っているために真面目にやる。ミラに一目惚れしたらしく、カイルにそのことを聞かれると照れる一面を見せる。3年前に友人のダニーをブラッドリーに殺されている。その後「3年前に友人を失った」「ニューヨークから逃げるように去った」「仕事が変わった」などお互いにある多くの共通項から親近感が湧き「ブラッドリーを捕まえる」という名目でカイルとコンビを組んで協力するようになる。
ミラ
カイルがホテルで出会った少女。19歳。とある事情により現在は喋る事ができない。ブラッドリーが身に着けていたものと同じブレスレットをしており、名前もブラッドリーの妹と同じ名前。荒野の中の道端に立っていたところをジェフに保護され、ローザの部屋で面倒を見てもらっている。なお、ミラとの会話中のみBGM（「秘密」）が変化する。
ジェフ・エンゼル
213号室（「Belief」）の客。車でミラをホテルまで乗せてきた若者。19歳。ホテル・ダスクのような安ホテルに宿泊したのは初めてらしい。両親を「パパ」「ママ」と呼ぶなど、やや子供っぽい一面がある。ホテル・ダスクに泊まるつもりはなかったがミラが持っていたパンフレットを見て興味本位から泊まることになった。
ヘレン・パーカー
212号室（「Angel」）の客。願いが叶う部屋の噂を知ってホテル・ダスクへやってきた、右目を眼帯で覆う老婆。70歳。ホテル・ダスクになにやら思い出があるらしい。昔はラスベガスでマジシャンをしていた。家庭を犠牲にして生きて来たため息子に対して後悔の念を抱いている。
マーティン・サマー
211号室（「Honor」）の客。デビュー作「秘密の言葉」でベストセラーを出した小説家。50歳。配達間違いでカイルの荷物を受け取った事から、カイルと話をするようになる。ちなみに「er」の文字を変わった書き方をするクセがある。天使の絵のしおりと万年筆をとても大事にしている。公式サイトにてサマーによる後日談を読むことができる。また、続編でも名前のみ登場している。
アイリス
216号室（「Success」）の客。カイルの向かいの部屋に泊まる、美しいが高慢な女性。30歳。ホテルに宿泊している理由を話そうとしない。実は女優のセシル・リー（アイリスのほうが本名のようである）。女優業の傍らで行方不明の姉を探している。
メリッサ・ウッドワード
219号室（「Bravery」）の客。母親に会いに行くため父親と共に旅行中の少女。8歳。カイルに対し生意気な態度を取るが、本当は構ってもらいたい様子。「ピンキーラビット」というキャラクターのジグソーパズルを持っている。
ケビン・ウッドワード
メリッサの父親で、同じ部屋に泊まっている。35歳。サンタモニカのロビンズ病院で外科医をしている。妻に出て行かれ、娘の世話で悩み疲れている。

## 用語
ホテル・ダスク
物語の舞台となる場所。宿泊できる部屋は全部で11部屋あるが、そのうち217号室、218号室、220号室は使われていない（217号室は前述の理由、218号室は配電盤が壊れ電気が落ちているため。220号室が使われていない理由は不明）。創業当時はかなり有名なホテルだったらしいが、現在はその人気も衰え寂れたホテルになっている。宿泊料は一番安い部屋が40ドル、スイートルームは350ドルである。カイルが泊まる215号室には願いが叶うという噂がある。
ナイル
要所要所で話に絡む犯罪組織。規模については正確には不明だが、かなり規模の大きい組織のようである。
扉を開ける天使
幻の画家「オスターゾーン」の最後の作品と言われている絵。「扉」という言葉はあるが絵に扉は描かれておらず、鍵を持った天使が描かれている。かなりの値打ち物で、ルイス曰く「売れば一生遊んで暮らせるだけの金が手に入る」と言われている。
オスターゾーン
19世紀末に活躍した画家。生前はまったくの無名だった。死後、彼の作品がある本で取り上げられ彼の絵には莫大な価値が付くようになった。もっとも価値があるのは「扉を開ける天使」。
ピンキーラビット
カイルが子供のころに流行ったアニメ。カイルも見ていたらしい。

## 評価
日本国外版タイトルは「Hotel Dusk: Room 215」で、日本国外でも概ね高い評価を受けている。各サイトの評価は以下の通り。
IGN (7.9/10)、GameSpot (8.2/10)、Electronic Gaming Monthly (8.67/10)、1Up.com (8/10)。

## 関連事項
- ラストウィンドウ 真夜中の約束 - 本作の続編。世界観を引き継いでいる。
- アナザーコード 2つの記憶 - 同一の開発元による作品。システムや謎解きなど共通する部分も多い。
- アナザーコード: R 記憶の扉 - 上記作品の続編。また「ピンキーラビット」が登場している。